# Faverney
Faverney est une commune française située dans le département de la Haute-Saône, la région culturelle et historique de Franche-Comté et la région administrative Bourgogne-Franche-Comté. Elle bénéficie du label de Cité de Caractère de Bourgogne-Franche-Comté.
Faverney est devenue mondialement connue grâce aux hosties miraculeuses de Faverney.

## Géographie

### Climat
Pour des articles plus généraux, voir Climat de la Bourgogne-Franche-Comté et Climat de la Haute-Saône.
En 2010, le climat de la commune est de type climat des marges montargnardes, selon une étude du Centre national de la recherche scientifique s'appuyant sur une série de données couvrant la période 1971-2000. En 2020, Météo-France publie une typologie des climats de la France métropolitaine dans laquelle la commune est exposée à un climat semi-continental et est dans la région climatique  Lorraine, plateau de Langres, Morvan, caractérisée par un hiver rude (1,5 °C), des vents modérés et des brouillards fréquents en automne et hiver. 
Pour la période 1971-2000, la température annuelle moyenne est de 10,4 °C, avec une amplitude thermique annuelle de 17,2 °C. Le cumul annuel moyen de précipitations est de 992 mm, avec 13,1 jours de précipitations en janvier et 9,5 jours en juillet. Pour la période 1991-2020, la température moyenne annuelle observée sur la station météorologique de Météo-France la plus proche, « Montureux-lès-Baulay », sur la commune de Montureux-lès-Baulay à 11 km à vol d'oiseau, est de 10,9 °C et le cumul annuel moyen de précipitations est de 907,3 mm. 
La température maximale relevée sur cette station est de 40,8 °C, atteinte le 25 juillet 2019 ; la température minimale est de −25 °C, atteinte le 26 février 1986,,. 
Les paramètres climatiques de la commune ont été estimés pour le milieu du siècle (2041-2070) selon différents scénarios d'émission de gaz à effet de serre à partir des nouvelles projections climatiques de référence DRIAS-2020. Ils sont consultables sur un site dédié publié par Météo-France en novembre 2022.

## Urbanisme

### Typologie
Au 1er janvier 2024, Faverney est catégorisée commune rurale à habitat dispersé, selon la nouvelle grille communale de densité à sept niveaux définie par l'Insee en 2022.
Elle est située hors unité urbaine. Par ailleurs la commune fait partie de l'aire d'attraction de Vesoul, dont elle est une commune de la couronne,. Cette aire, qui regroupe 158 communes, est catégorisée dans les aires de 50 000 à moins de 200 000 habitants,.

### Occupation des sols
L'occupation des sols de la commune, telle qu'elle ressort de la base de données européenne d’occupation biophysique des sols Corine Land Cover (CLC), est marquée par l'importance des territoires agricoles (47,8 % en 2018), en diminution par rapport à 1990 (55 %). La répartition détaillée en 2018 est la suivante : 
prairies (40,8 %), forêts (38,4 %), terres arables (6,9 %), zones urbanisées (5,1 %), milieux à végétation arbustive et/ou herbacée (4,9 %), mines, décharges et chantiers (2,1 %), zones industrielles ou commerciales et réseaux de communication (1,7 %), zones agricoles hétérogènes (0,1 %). L'évolution de l’occupation des sols de la commune et de ses infrastructures peut être observée sur les différentes représentations cartographiques du territoire : la carte de Cassini (XVIIIe siècle), la carte d'état-major (1820-1866) et les cartes ou photos aériennes de l'IGN pour la période actuelle (1950 à aujourd'hui).

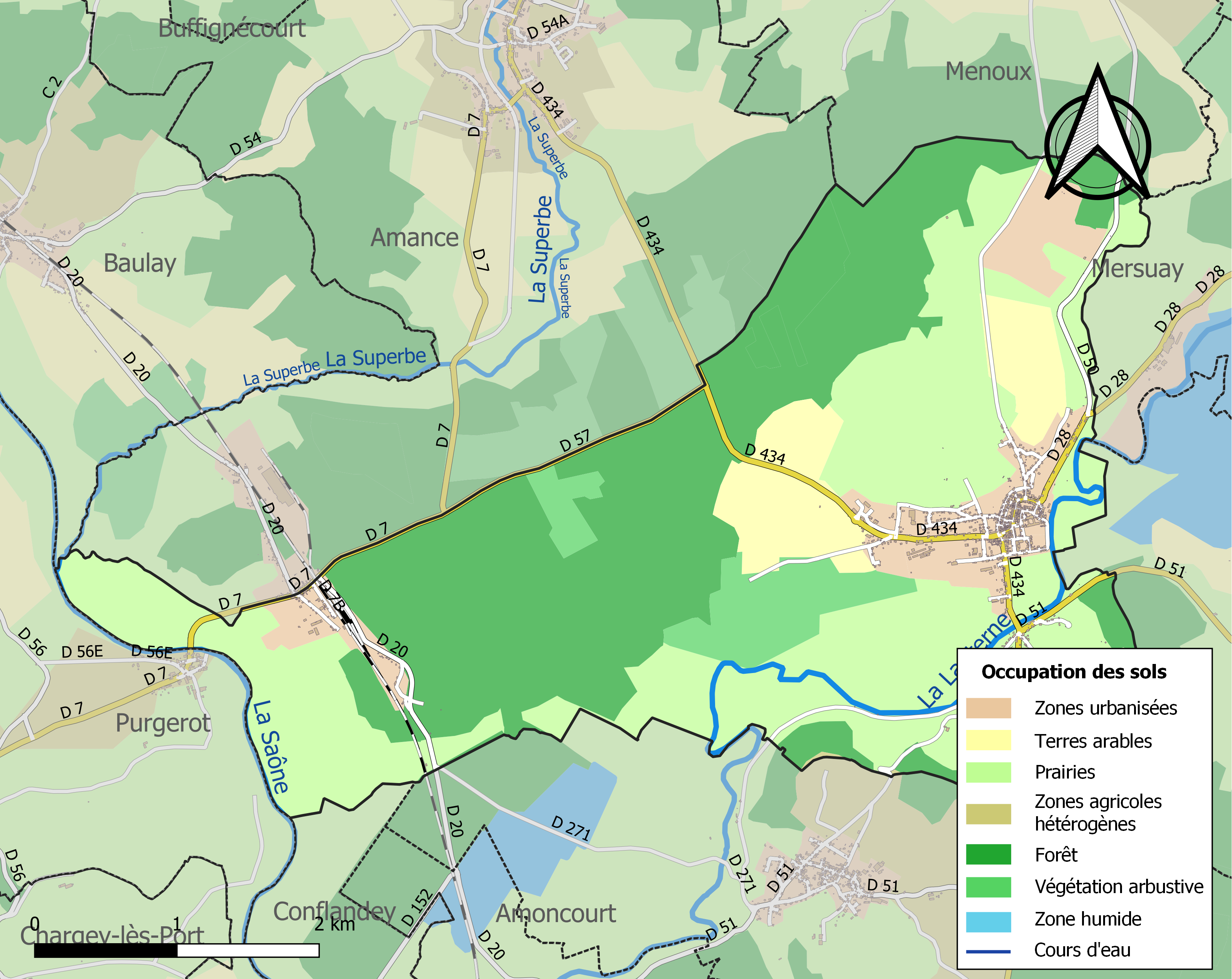
Carte des infrastructures et de l'occupation des sols de la commune en 2018 (CLC).

## Histoire
Au VIIIe siècle, un seigneur bourguignon y fait construire une abbaye destinée à sa sœur. S'agit-il de sainte Gude qui aurait ainsi été la première abbesse de Faverney ?… Rien n'est moins sûr. Par contre sainte Gude apparait dans le récit du martyre des deux pèlerins aquitains Berthaire et Athalein (766) (acta sanctorum Bertarii et Ataleno). C'est elle qui voit selon le récit, venir à elle des habitants du village de Bourguignon les Conflans accompagnant le pêcheur de Bourguignon qui aura récupéré dans ses filets deux têtes coupées jetées dans la rivière La Lanterne par deux habitants de villa manaore (Menoux) Servat et Agenulfe. C'est Gude qui fait ramener les têtes à leur corps respectifs et le lieu du crime des deux pèlerins sera le lieu de sépulture où s'élèvera une chapelle. Ce lieu se nomme Saint-Berthaire et est situé sur la commune de Saint-Rémy.
Le culte des saints Berthaire et Athalein est transféré à Bleurville (Vosges, canton de Darney) dans le courant du Xe siècle.
Quatre siècles plus tard, en 1132, les moniales de Faverney cèdent leur maison à des religieux bénédictins venus de La-Chaise-Dieu (Auvergne).
Au XVIIe siècle, en pleine décadence spirituelle, intellectuelle et matérielle, l'abbaye s'engage dans la voie de la réforme claustrale de la congrégation de Saint-Vanne et Saint-Hydulphe. C'est alors et jusqu'à la Révolution que Faverney connaît ses plus belles heures, son époque la plus brillante : le monastère « croît en science et en sainteté et grandit en réputation et en influence ».

### Le miracle des saintes hosties
Les récits du Miracle eucharistique de Faverney, en 1608, figurent dans de nombreux ouvrages (voir la bibliographie ci-dessous), ceux, par exemple, de Dom Odilon Bebin (1670) et de Louis EBERLE (1915).   
 (juin 2017).
A l'occasion de la commémoration (400e anniversaire) du Miracle de 1608, un colloque s'est tenu à Faverney les 9 et 10 mai  2008, sous la direction du Laboratoire des Sciences historiques de l'Université de Franche-Comté
Bref résumé :
A la Pentecôte 1608, les religieux ont placé l'ostensoir contenant le Saint-Sacrement sur un reposoir composé d'une table surmontée d'un gradin en bois placé devant l'autel. De nombreuses draperies décorent l'ensemble selon la coutume de l'époque. Le soir du 25 mai, à la fermeture des portes de l'église abbatiale, des lampes à huile sont maintenues allumées sur la table.
Le lendemain matin une épaisse fumée révèle que le reposoir a pris feu et s'est consumé. Cependant, l'ostensoir privé de son support demeure à la place qu'il occupait, suspendu dans l'espace.
Il restera ainsi, dans l'air, pendant trente-trois heures permettant à des centaines de personnes alertées  du prodige de venir constater le fait. C'est le 27 mai, au cours de la célébration d'une messe  que l'ostensoir quitte sa place et se pose doucement sur l'autel.
L'archevêque de Besançon (Ferdinand de Rye) ouvre une enquête au cours de laquelle la commission entend 54 témoins parmi les plus sûrs et dont les dépositions concordent point par point.
Faverney devient lieu de pèlerinage et de Congrès Eucharistiques (1908, 1958).
Aujourd'hui encore les festivités locales de Pentecôte conjuguent habilement fête locale et tradition religieuse.

## Politique et administration

### Rattachements administratifs et électoraux
Faverney fait partie de l'arrondissement de Vesoul du département de la Haute-Saône, en région Bourgogne-Franche-Comté. Pour l'élection des députés, elle dépend de la première circonscription de la Haute-Saône.
La commune faisait partie depuis 1806 du canton d'Amance. Dans le cadre du redécoupage cantonal de 2014 en France, la commune fait désormais partie du canton de Port-sur-Saône.

### Intercommunalité
La commune était membre de la communauté de communes de la Saône jolie, créée en 1992.
L'article 35 de la loi no 2010-1563 du 16 décembre 2010 « de réforme des collectivités territoriales » prévoyant d'achever et de rationaliser le dispositif intercommunal en France, et notamment d'intégrer la quasi-totalité des communes françaises dans des EPCI à fiscalité propre, dont la population soit normalement supérieure à 5 000 habitants, les communautés de communes : 
- Agir ensemble ;  
- de la Saône jolie ; 
- des six villages ; 
et les communes isolées de Bourguignon-lès-Conflans, Breurey-lès-Faverney et Vilory ont été regroupées pour former le 1er janvier 2014 la communauté de communes Terres de Saône, dont est  membre la commune.

### Liste des maires
| Période                                  | Période    | Identité         | Étiquette    | Qualité                                                                    |
| ---------------------------------------- | ---------- | ---------------- | ------------ | -------------------------------------------------------------------------- |
| Les données manquantes sont à compléter. |            |                  |              |                                                                            |
|                                          |            | Maurice Cachot   | DVD puis RPF | Minotier Conseiller général d'Amance ( 1945 → 1955)                        |
| avant 1966                               | après 1966 | Louis Millerot   |              |                                                                            |
| Les données manquantes sont à compléter. |            |                  |              |                                                                            |
| ?                                        | 2001       | Guy Philipponet  | RPR          | Directeur technique chez Peugeot Conseiller général d'Amance (1994 → 1998) |
| mars 2001                                | 2014       | François Laurent |              |                                                                            |
| mars 2014,                               | 2020       | Daniel Georges   |              | Technicien retraité                                                        |
| 2020                                     | En cours   | François Laurent |              |                                                                            |

## Population et société

### Démographie
En 2022, la commune de Faverney comptait 976 habitants. À partir du XXIe siècle, les recensements réels des communes de moins de 10 000 habitants ont lieu tous les cinq ans. Les autres « recensements » sont des estimations.
| 1793  | 1800  | 1806  | 1821  | 1831  | 1836  | 1841  | 1846  | 1851  |
| ----- | ----- | ----- | ----- | ----- | ----- | ----- | ----- | ----- |
| 1 226 | 1 193 | 1 333 | 1 254 | 1 307 | 1 340 | 1 557 | 1 341 | 1 370 |

| 1856  | 1861  | 1866  | 1872  | 1876  | 1881  | 1886  | 1891  | 1896  |
| ----- | ----- | ----- | ----- | ----- | ----- | ----- | ----- | ----- |
| 1 193 | 1 303 | 1 310 | 1 348 | 1 406 | 1 398 | 1 467 | 1 426 | 1 383 |

| 1901  | 1906  | 1911  | 1921  | 1926  | 1931  | 1936  | 1946  | 1954  |
| ----- | ----- | ----- | ----- | ----- | ----- | ----- | ----- | ----- |
| 1 488 | 1 413 | 1 465 | 1 364 | 1 433 | 1 431 | 1 381 | 1 298 | 1 257 |

| 1962  | 1968  | 1975  | 1982  | 1990  | 1999  | 2006  | 2011 | 2016 |
| ----- | ----- | ----- | ----- | ----- | ----- | ----- | ---- | ---- |
| 1 228 | 1 073 | 1 072 | 1 116 | 1 112 | 1 019 | 1 052 | 949  | 953  |

| 2021 | 2022 | - | - | - | - | - | - | - |
| ---- | ---- | - | - | - | - | - | - | - |
| 978  | 976  | - | - | - | - | - | - | - |

### Manifestations culturelles et festivités
Les Fêtes médiévales de Faverney, qui rappellent en juin le rôle de l'Abbaye.

## Culture locale et patrimoine
La commune bénéficie du label "Cité de Caractère de Bourgogne-Franche-Comté".

### Lieux et monuments
- L'Abbaye Notre-Dame de Faverney[26] : Des bâtiments du Moyen Âge, il ne reste que certaines parties de l'église abbatiale. Les bâtiments de l'abbaye ont été reconstruits à partir de la fin du XVIIe siècle : 1683-1688 : quartier abbatial, actuellement mairie ; 1713-1733 : bâtiments conventuels sur les plans de Dom Vincent Duchesne. Après la Révolution, l'église (« sanctuaire à répit » au XVIe siècle) devient paroissiale, le quartier abbatial est transformé en hôtel de ville. Les bâtiments conventuels, vendus comme biens nationaux et en partie détruits, sont reconstruits à la fin du XIXe siècle et au début du XXe siècle avant d'accueillir un grand séminaire de philosophie de 1911 à 1967, qui est une propriété privée  depuis 1993[24]. Dans l'église paroissiale se trouvent des orgues fabriquées en 1861 par le facteur Charles Spackmann Barker, dont la restauration est souhaitée par une association locale qui lance en 2016 une souscription publique[27].

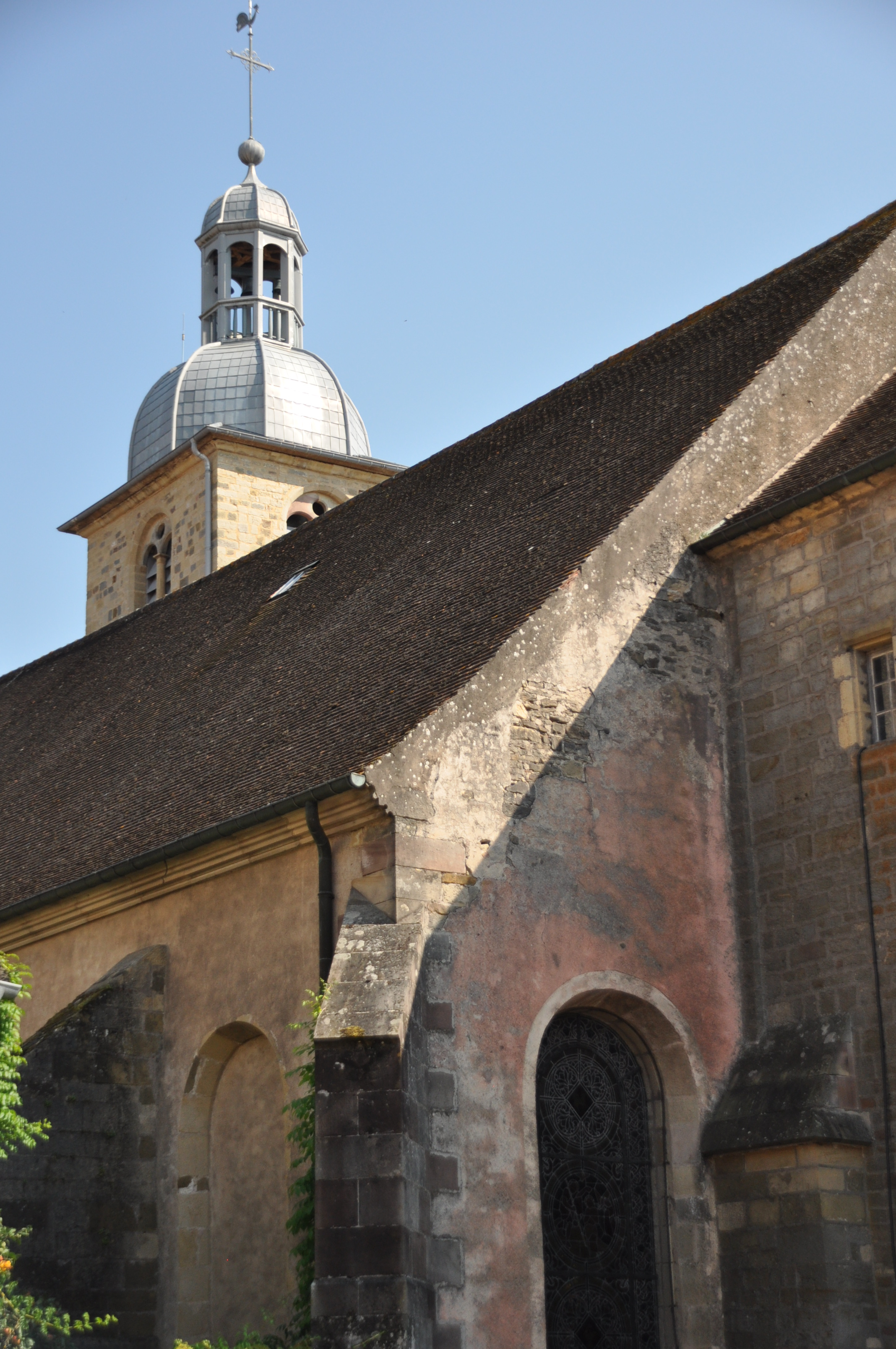
L'abbaye Notre-Dame.
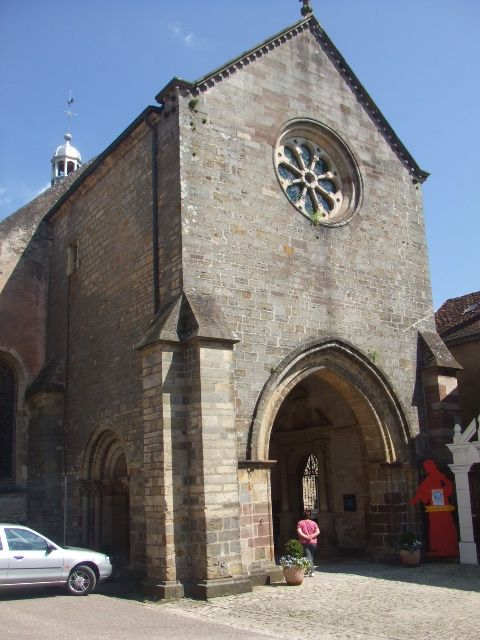
Église abbatiale.
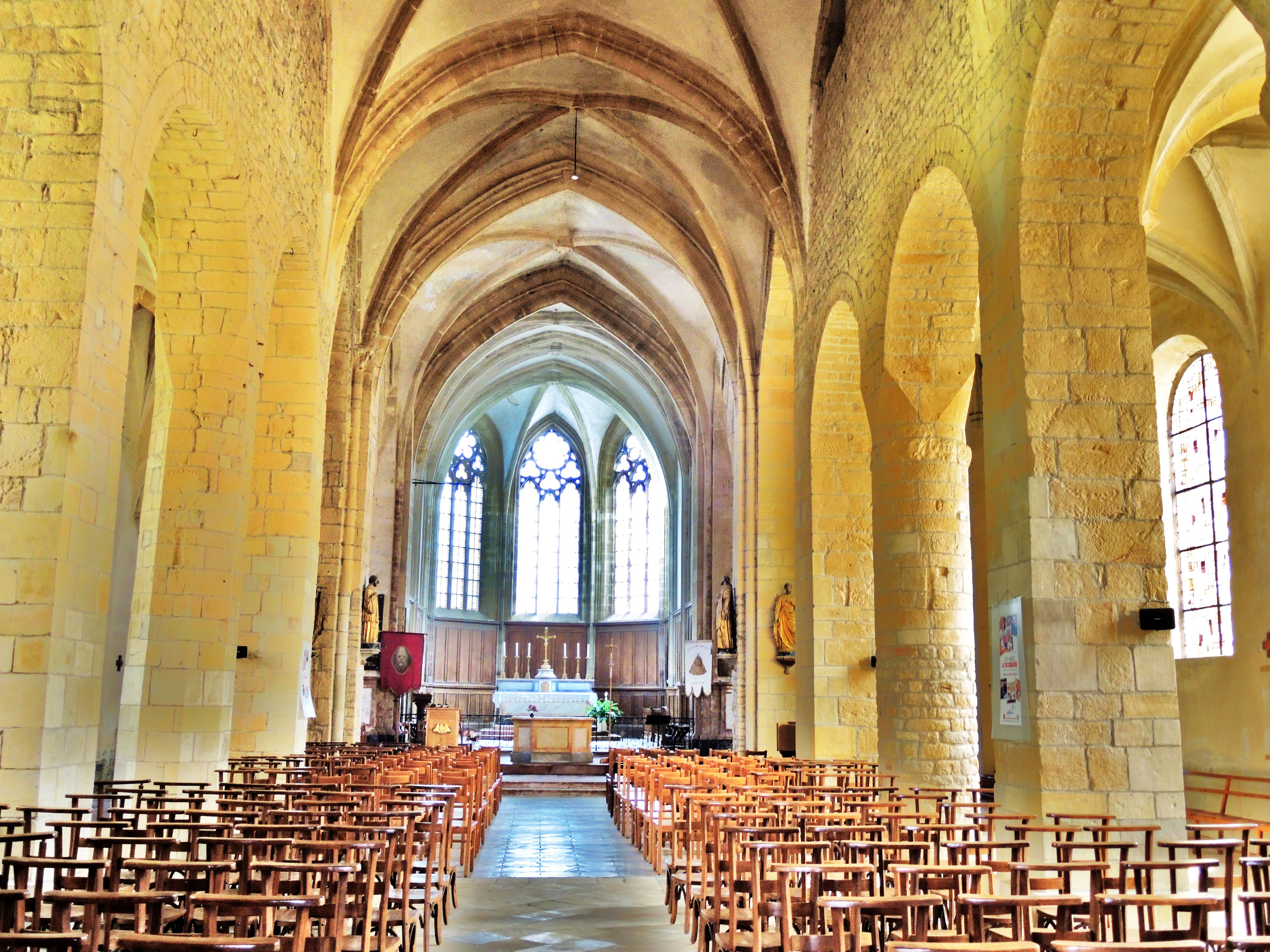
Nef de l'église abbatiale.
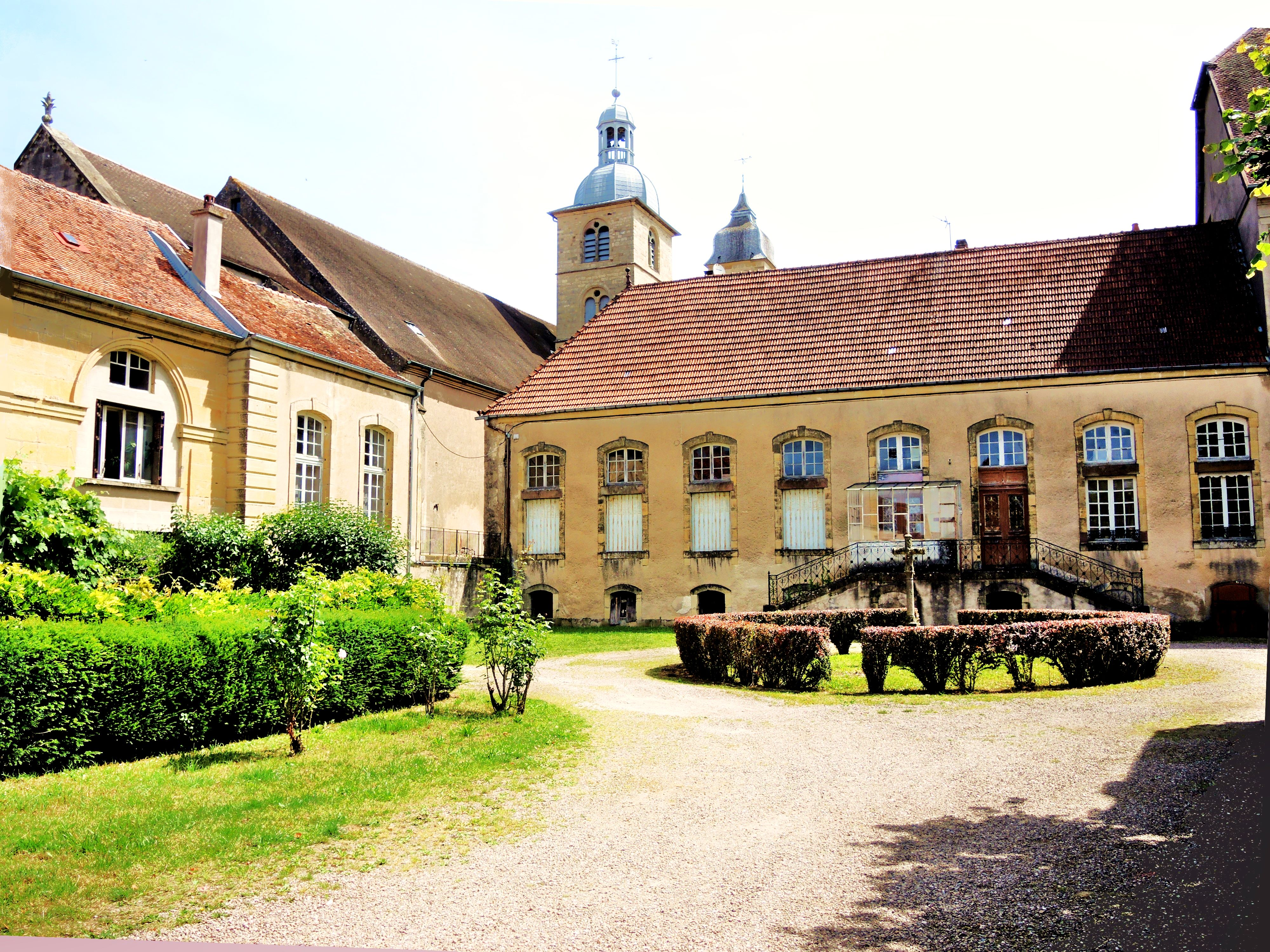
Façade d'entrée de l'ancienne abbaye.
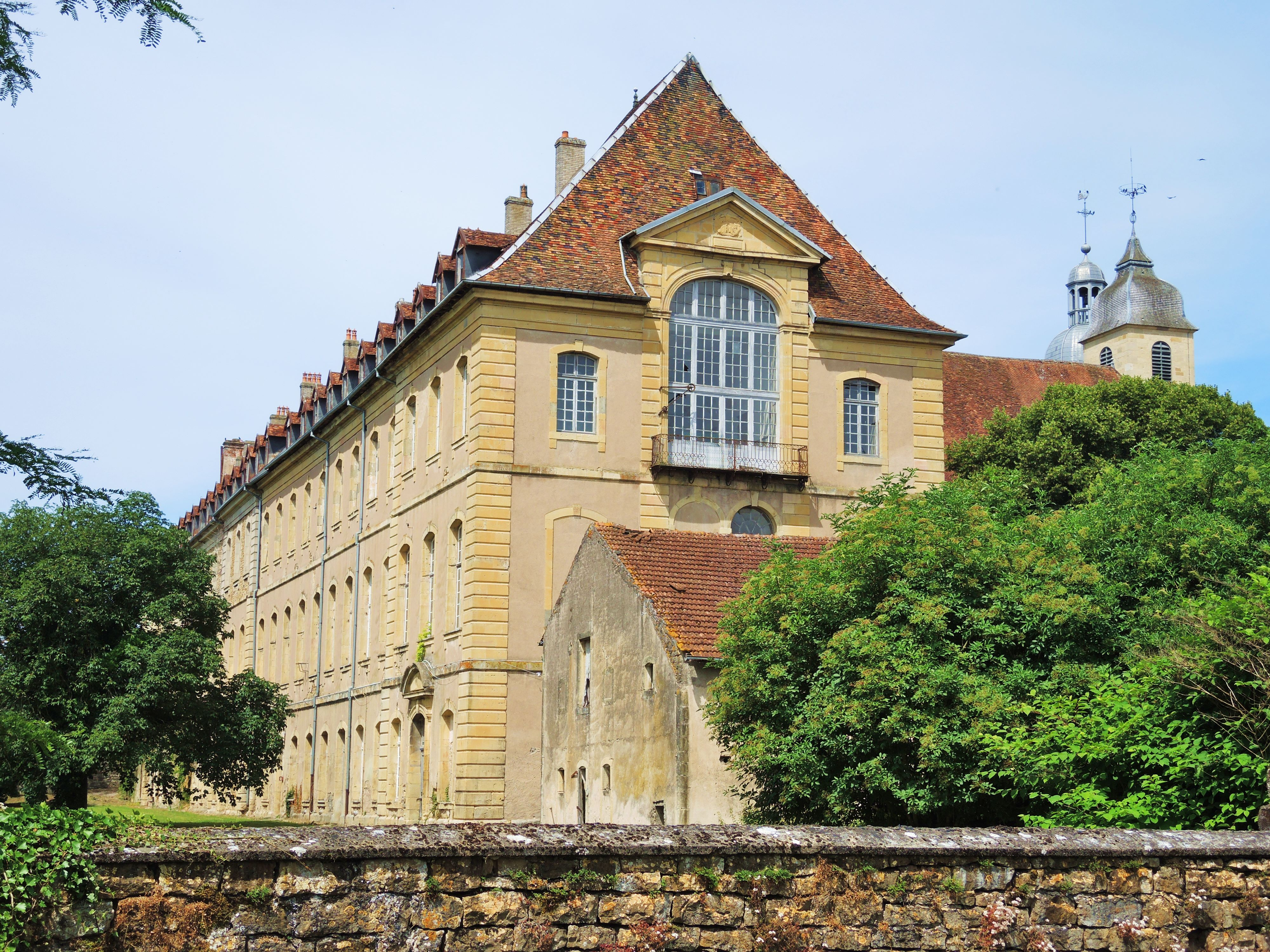
Bâtiment de l'ancienne abbaye, vue arrière.

- Caserne de Faverney[28].
- Gendarmerie de Faverney.
- Halles de Faverney[29].

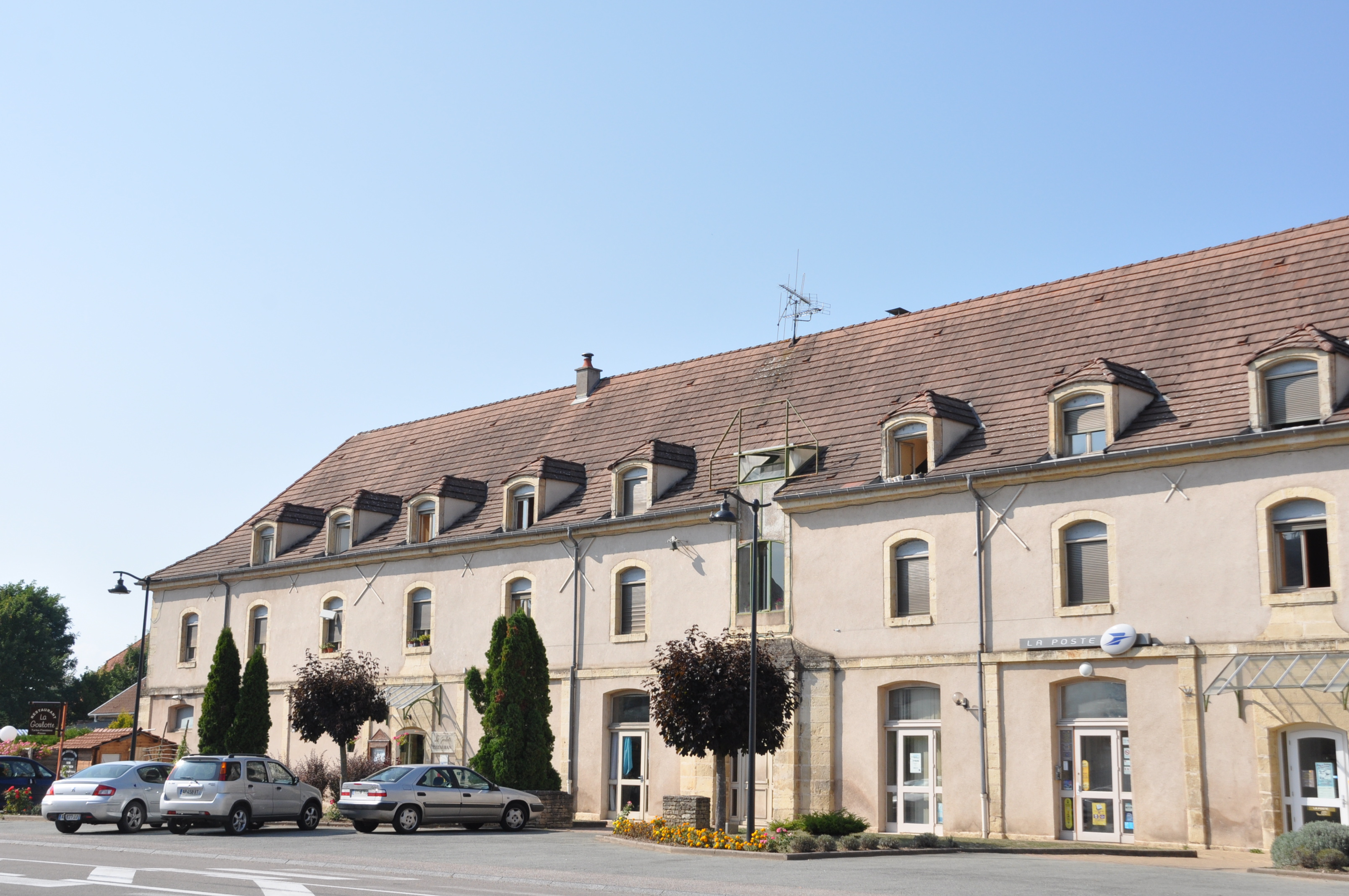
La caserne de Faverney.
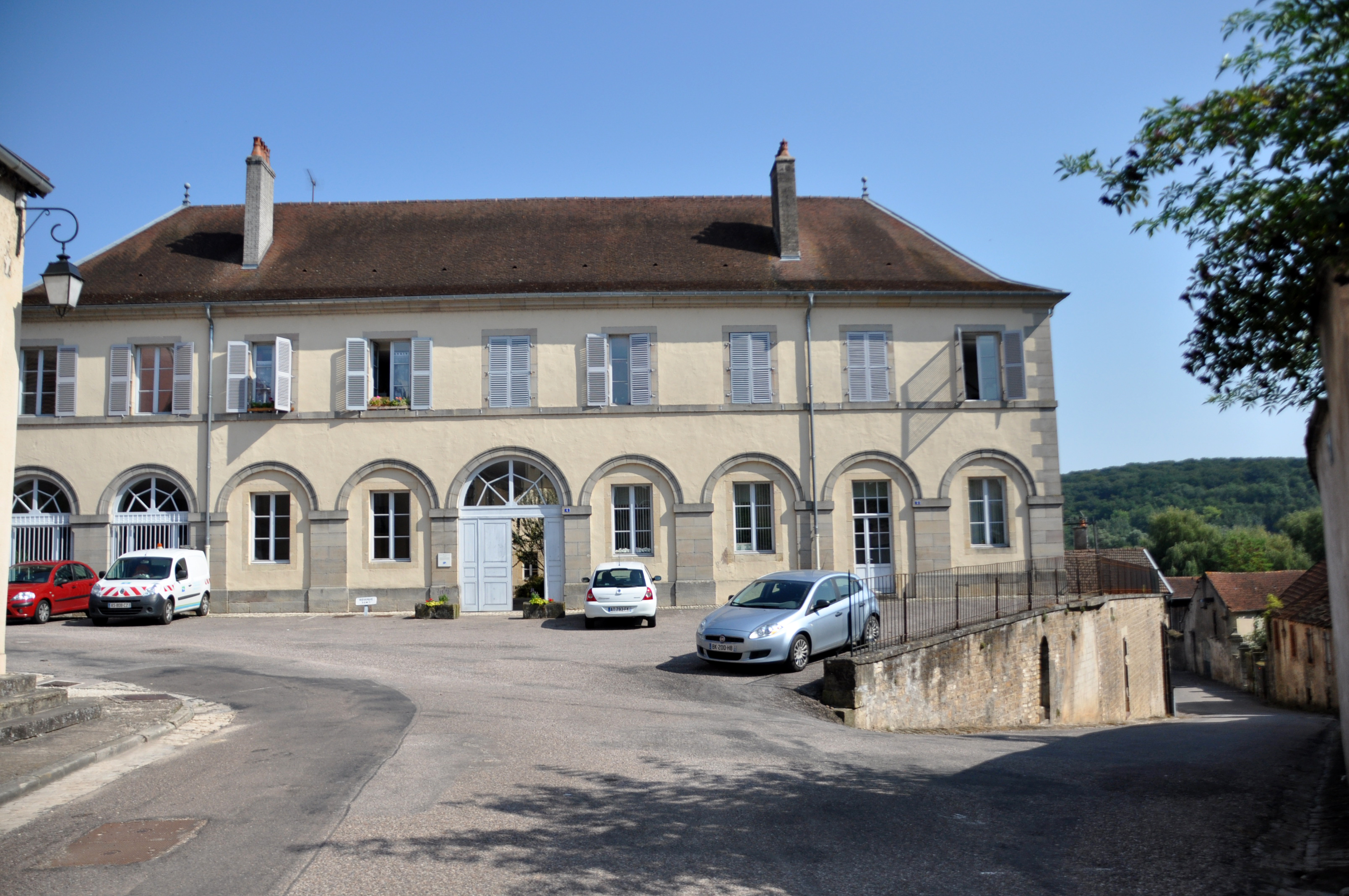
La gendarmerie de Faverney.
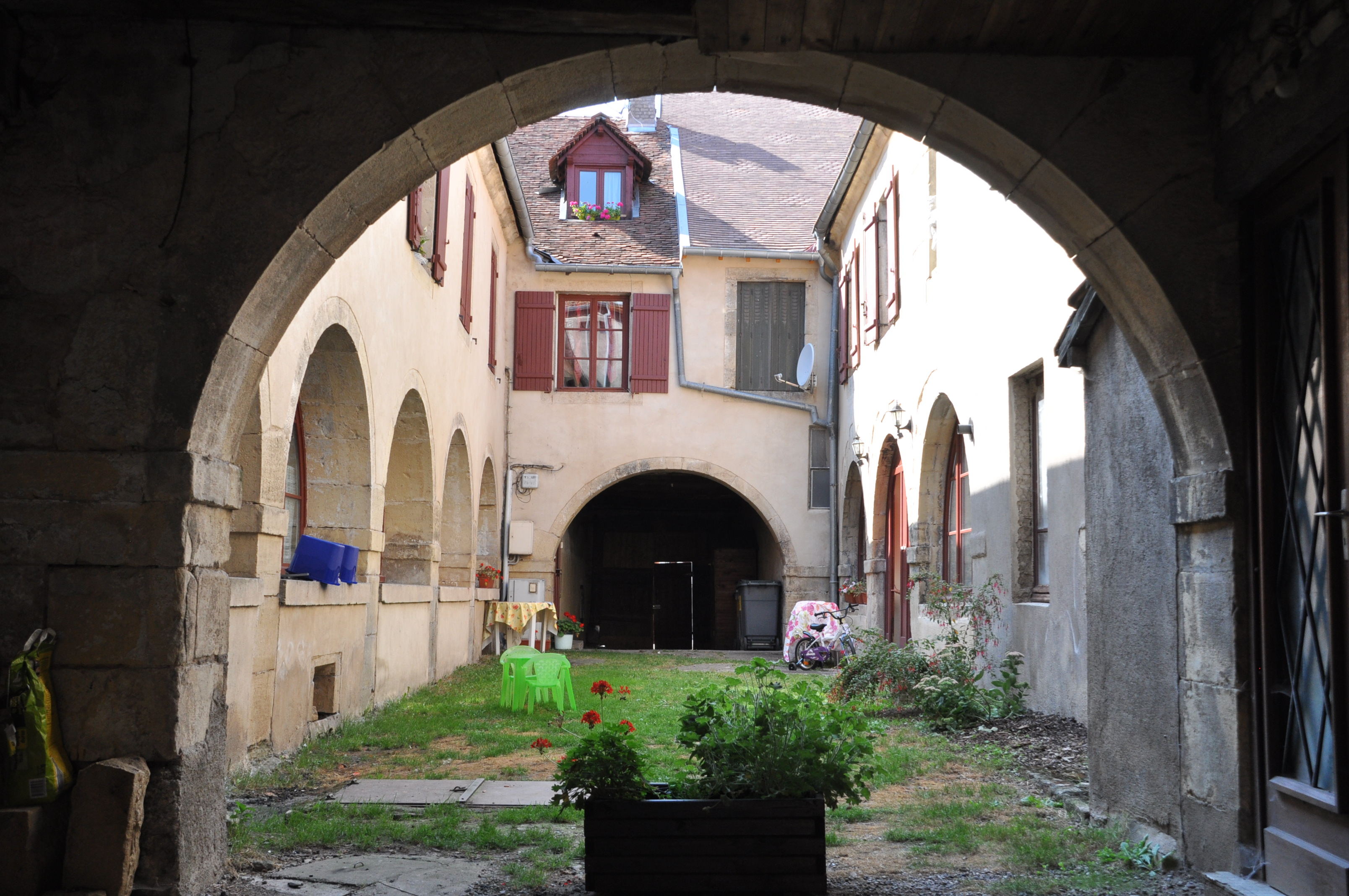
Les halles de Faverney.

- Croix de village de Faverney[30].

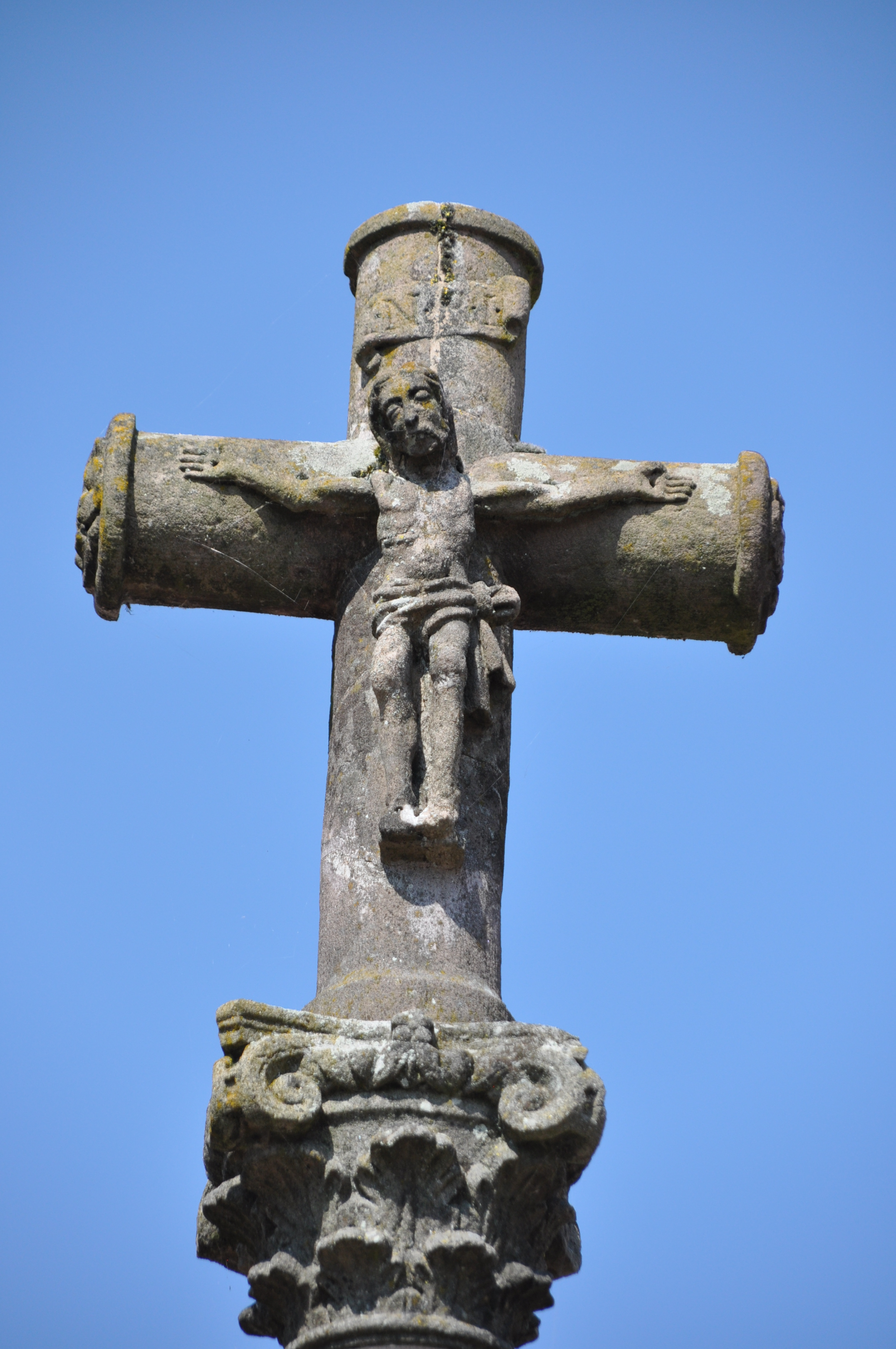
La croix de village de Faverney.
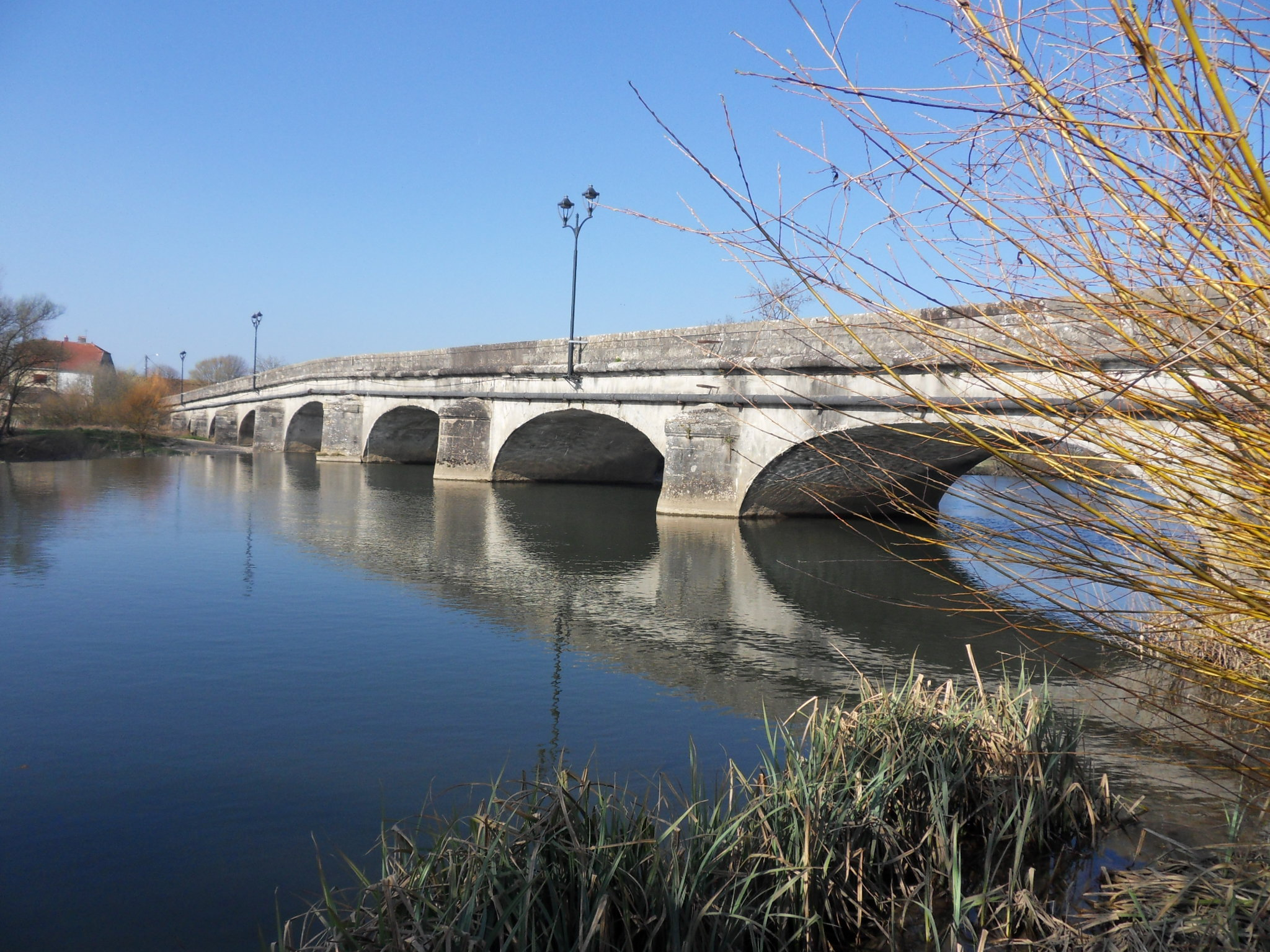
Le pont des Bénédictins sur la Lanterne.
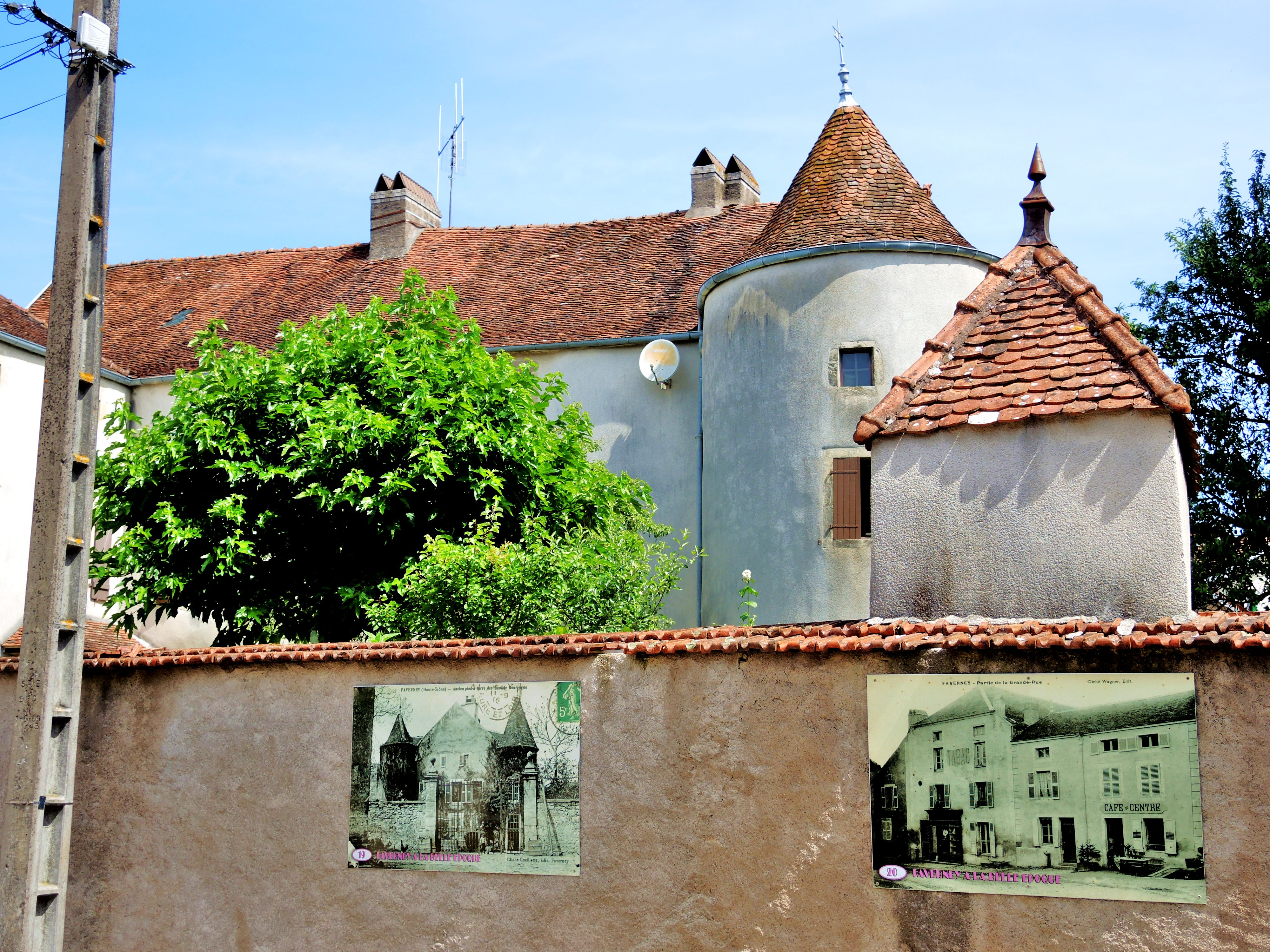
Ancien château, vu d'une ruelle.
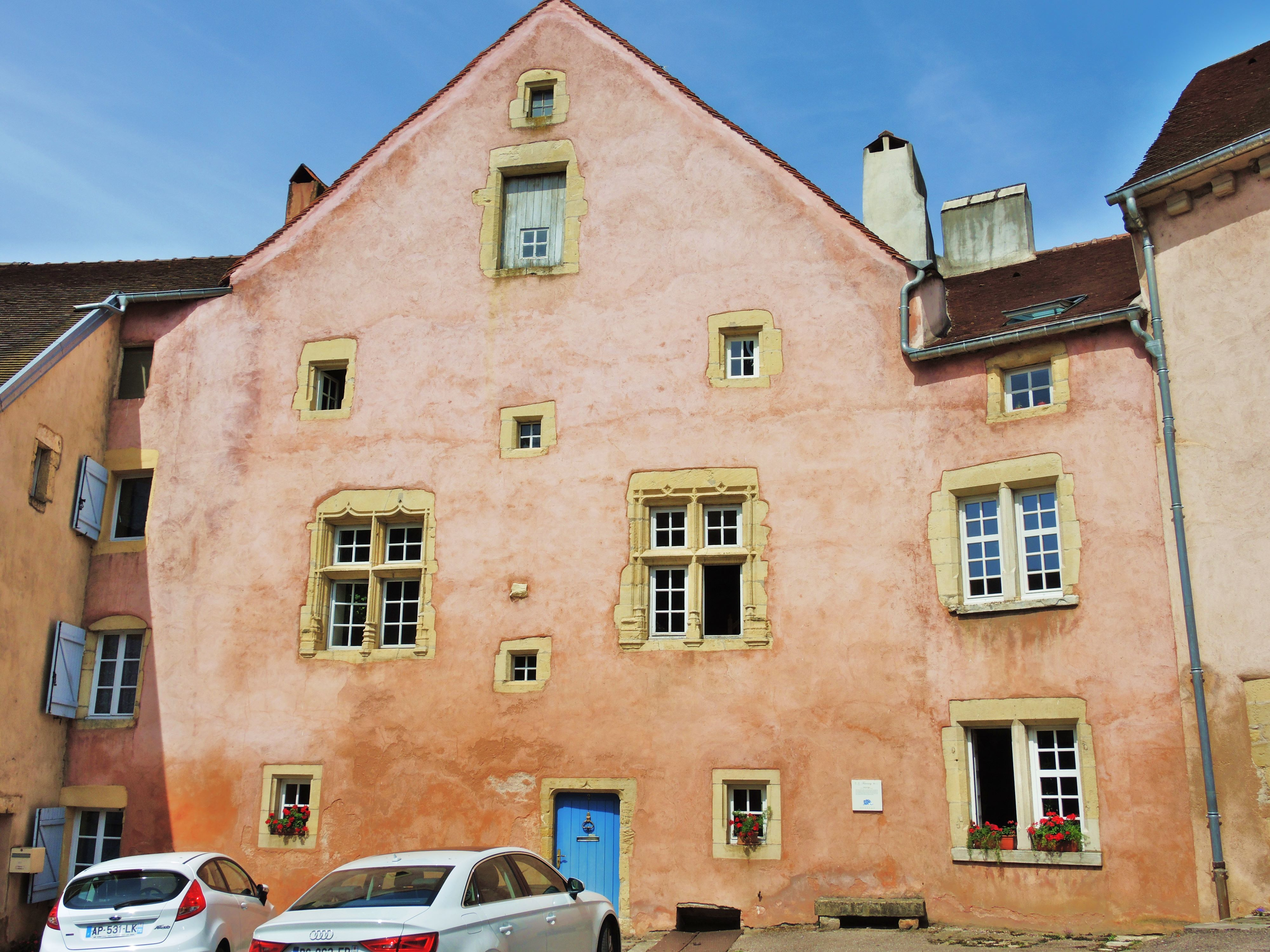
Maison des Hôtes[31].

### Personnalités liées à la commune
- Dom Vincent Duchesne y fit profession de foi religieuse en 1678.
- Charles Perrenot de Granvelle, prêtre de l'église catholique romaine.
- Paul Alexandre Détrie, général, né à Faverney en 1828.
- Jacques Bouveresse, philosophe, a préparé son baccalauréat à Faverney.
- Charles de Neufchâtel, évêque et abbé commendataire.
- Alexandre Faivre, docteur en théologie catholique, professeur des Universités, a préparé son baccalauréat à Faverney.
- Leobald de Cousance, prélat et évêque.

### Héraldique
| Blason de Faverney | Blason  | D’argent au sautoir alésé de quatre clé à coulisse de sable. |
| Blason de Faverney | Détails | Le statut officiel du blason reste à déterminer.             |